# エドワード・ストラドリング (第5代準男爵)
第5代準男爵サー・エドワード・ストラドリング（英語: Sir Edward Stradling, 5th Baronet、1672年4月11日洗礼 – 1735年4月5日）は、ウェールズ出身の政治家。1698年から1701年までと1710年から1722年までの2度にわたって庶民院議員を務めた。

## 生涯
第4代準男爵サー・エドワード・ストラドリングとエリザベス・ハンガーフォード（Elizabeth Hungerford、アンソニー・ハンガーフォードの娘）の息子として生まれ、1672年4月11日に洗礼を受けた。1684年7月18日、オックスフォード大学クライスト・チャーチに入学した。1685年9月5日に父が死去すると、準男爵位を継承した。
1698年イングランド総選挙でカーディフ選挙区から出馬した。現職議員でストラドリングの義兄弟にあたるトマス・マンセルが海外を旅行することになったため出馬せず、ストラドリングは無投票で当選した。議会ではカントリ派に属するとされ、1701年に第二次分割条約を批判した。1701年11月イングランド総選挙ではマンセル家が候補を出すことになり、ストラドリングだけではマンセル家の勢力に勝てなかったため議席を失った。
以降ストラドリングとマンセルの関係は悪化し、妻エリザベスの持参金をめぐって裁判沙汰になったほか、1705年イングランド総選挙ではマンセルと対立するボーフォート公爵家（第2代ボーフォート公爵ヘンリー・サマセット）から出馬を打診された。このときは出馬を辞退したものの、1706年2月の補欠選挙でマンセルの推薦を求めて断られると決裂して、次の総選挙で立候補すると宣言した。次の1708年イギリス総選挙で立候補するものの、ボーフォート公爵がマンセルと和解したため、ストラドリングの味方はいなくなり、ストラドリングは立候補の撤回を余儀なくされた。結局ストラドリングはマンセルとの和解を余儀なくされ、1710年イギリス総選挙でトーリー党の有力者全員（マンセル、ボーフォート公爵、初代ウィンザー子爵トマス・ウィンザー）からの支持を受けて当選、1713年イギリス総選挙でも再選した。1709年から1710年にかけてグラモーガン州長官を務めたため、1710年の選挙における被選挙権について疑問の声もあったが、サイモン・ハーコートに相談した結果問題なしとの結論となった。2度目の議員期にもトーリー党に属するとされ、アン女王の治世では投票記録が少なかったが、ジョージ1世の即位（1714年8月）から1722年に議員を引退するまでは常に野党の一員として投票した。
1722年イギリス総選挙で議席を長男エドワードに譲って引退した。1735年4月8日に死去、エドワードに先立たれたため次男トマスが準男爵位を継承した。

## 家族
1694年6月5日、エリザベス・マンセル（Elizabeth Mansel、第4代準男爵サー・エドワード・マンセルの娘）と結婚、2男をもうけた。
- エドワード（1699年3月30日 – 1726年10月3日） - 庶民院議員[6]
- トマス（1710年7月24日 – 1738年9月27日） - 第6代準男爵[7]